# Swoisty antygen sterczowy
Swoisty antygen sterczowy, PSA (od ang. prostate-specific antigen) – najlepiej poznana ludzka proteaza serynowa z rodziny kalikrein, kodowana w regionie 19q13.4. Jest glikoproteiną wytwarzaną w gruczole krokowym (sterczu, prostacie), obecną we krwi w stężeniu podwyższonym w przypadku (między innymi) zapalenia gruczołu krokowego, jego łagodnego rozrostu lub raka.
Enzym ten występuje prawie wyłącznie w komórkach wydzielniczych przewodów prostaty. Jedynymi dotąd opisanymi komórkami spoza niej wykazującymi dodatnią reakcję na jego obecność są komórki nabłonkowe gruczołów okołocewkowych u kobiet.

## Historia
Swoisty antygen sterczowy po raz pierwszy wykryto w 1970 w nasieniu. Wykryta substancja nazwana została gamma-seminoproteiną. Obecność antygenu w tkance gruczołu krokowego wykazano w 1979, a w 1980 potwierdzono identyczność PSA obecnego we krwi z frakcją sterczową.

## Zastosowanie
Oznaczanie stężenia enzymu we krwi w wykrywaniu, diagnostyce, leczeniu i monitorowaniu raka gruczołu krokowego weszło do powszechnego użycia od 1986–1988.
Dotychczas (2010) stosowanie oznaczania swoistego antygenu sterczowego jako testu przesiewowego budzi kontrowersje, ze względu na brak dowodów z badań klinicznych na zmniejszenie umieralności na raka gruczołu krokowego oraz dużej liczby wyników fałszywie dodatnich (około 25%) oraz fałszywie ujemnych (około 20%). Standardy Europejskiego Towarzystwa Urologicznego zalecają coroczne oznaczanie PSA u mężczyzn po 50. roku życia. Mężczyznom z dodatnim wywiadem rodzinnym (rak gruczołu krokowego u ojca lub brata) zaleca się coroczne oznaczanie PSA od 40. roku życia.
Strategia wczesnego wykrywania raka stercza powinna obejmować oznaczenie poziomu swoistego antygenu sterczowego w surowicy krwi, a także przeprowadzenie wywiadu lekarskiego i badania przezodbytniczego. Według wytycznych Europejskiego Towarzystwa Urologicznego pierwsze oznaczenie wyjściowego poziomu PSA można przeprowadzić w 40. roku życia, a następnie powtarzać w odpowiednich odstępach czasu ustalonych na podstawie własnego doświadczenia klinicznego (np. co rok lub co 2 lata).
U mężczyzn z wyjściowym poziomem PSA ≤ 1 ng/ml wystarczającym odstępem pomiędzy badaniami przesiewowymi może być okres wynoszący 8 lat. Niektórzy autorzy sugerują, że w badaniu przesiewowym u chorych z oczekiwanym przeżyciem powyżej 10 lat stężenie PSA <1,5 ng/ml pozwala na kolejne oznaczenie PSA w ramach badania przesiewowego za 5 lat. U mężczyzn w wieku powyżej 75 lat można zaniechać dalszego oznaczania poziomu PSA z uwagi na niewielkie znaczenie kliniczne ewentualnego wczesnego rozpoznania raka stercza.
Badanie swoistego antygenu sterczowego zaleca się również w przypadku niektórych pacjentów, u których zdiagnozowano już nowotwór gruczołu krokowego i poddano ich terapii. Oznaczanie PSA w tym przypadku pozwala zweryfikować skuteczność wdrożonego leczenia. Ponadto u pacjentów, których udało się już wyleczyć, okresowe oznaczanie swoistego antygenu sterczowego, pozwala monitorować potencjalny nawrót raka prostaty.